# Керничі
Керничі (пол. Kierniczy) — струмок в Україні у Чортківському районі Тернопільської області. Ліва притока річки Бариш (басейн Дністра).

## Опис
Довжина струмка приблизно 3,84 км, найкоротша відстань між витоком і гирлом — 2,45  км, коефіцієнт звивистості річки — 1,57 . Формується декількома струмками та загатами.

## Розташування
Бере початок на північно-західній стороні від міста Бучач. Спочатку тече на північний захід, далі тече тече переважно на південний захід через село Озеряни і впадає у річку Бариш, ліву притоку річки Дністра.

## Цікаві факти
- У селі Озеряни струмок перетинає автошлях Н18[2] (автомобільний шлях національного значення на території України, Івано-Франківськ — Бучач — Тернопіль. Проходить територією Івано-Франківської та Тернопільської областей.).